# Róbert Fazekas
Róbert Fazekas (18 agosto 1975) è un ex discobolo ungherese, vincitore di un titolo europeo a Monaco 2002 e un argento ai Campionati mondiali di Parigi 2003. Nel 2004 dopo aver vinto la medaglia d'oro ai Giochi olimpici di Atene 2004 fu scoperto a manomettere i propri campioni delle urine. Fu squalificato per due anni dalle competizioni. Il 13 luglio 2012 è stato trovato nuovamente positivo allo stanozololo ad un test antidoping e squalificato per 6 anni fino al 5 luglio 2018.

## Biografia

### Gli inizi
Fazekas ha iniziato la sua carriera sportiva dapprima prima come Judoka, quindi passò al lancio del martello.
Il suo primo grande evento sportivo internazionale fu nel 1994 ai Campionati mondiali juniores, dove Fazekas si classificò 6º nel disco mentre nel martello non riuscì a superare le qualificazioni. Nel 1997 raggiunse al 5º posto ai Campionati europei juniores.
Il 29 agosto 1998, nella sua città natale di Szombathely, migliorò il suo record personale di oltre 6 metri fino a 66,61 metri. Poco dopo, ai Campionati europei di Budapest raggiunse il quarto posto. Ai campionati mondiali di Siviglia 1999, il suo lancio a 61,71 metri, gli fece raggiungere l'undicesimo posto in finale.
Nel 2000 alle Olimpiadi di Sydney, alla sua prima partecipazione ai Giochi olimpici, si fermò al turno di qualificazione. Poco prima dei Campionati mondiali del 2001 si migliorò fino a 68,09 metri, ma giunto ad Edmonton lanciò solo alla distanza deludente di 53,73 metri.

### Le prime vittorie e il caso doping
Nel 2002 ebbe un'esplosione nei suoi risultati. Delle 18 gare a cui prese parte ne vinse 16. Ai Campionati europei di Monaco di Baviera vinse il titolo davanti al lituano Virgilijus Alekna e al tedesco Michael Möllenbeck.
Ai Campionati mondiali di Parigi 2003, è stato vice-campione alle spalle di Alekna.
Al Grand Prix Final nel settembre 2003, a Monaco, Fazekas arrivò ancora secondo. Poco prima dell'inizio delle Olimpiadi 2004 vinse il Super Grand Prix Meeting di Madrid e il famoso Meeting World Class Zurigo recandosi così ad Atene come favorito.
Nella finale olimpica il 23 agosto 2004 Fazekas si qualificò alla finale con miglior misura. In finale, al suo secondo tentativo, lanciò il disco ad una distanza di 70,93 metri, ben 1,53 metri oltre al vecchio record olimpico di Lars Riedel. Grazie a questo lancio si aggiudicò il titolo olimpico davanti al lituano Virgilijus Alekna. Dopo la vittoria tentò di aggirare un test antidoping cercando di cambiare il suo campione di urina con un altro. In base alle norme del Comitato Olimpico Internazionale fu quindi squalificato due anni per doping ed al suo posto venne dichiarato campione olimpico Virgilijus Alekna.

### Il ritorno e il nuovo stop (2008-oggi)
Nel 2008 fece il suo ritorno alle competizioni e qualificatosi per le Olimpiadi di Pechino 2008 raggiunse l'ottavo posto.
Questo suo risultato fu celebrato in Ungheria come un "ritorno al successo".
Il 1º agosto 2010, ai Campionati europei di Barcellona 2010 ha conquistato la medaglia di bronzo con un lancio a 66,43 metri davanti, di solo 23 centimetri, al campione olimpico in carica Gerd Kanter.
Dopo la brutta partecipazione ai mondiali di Taegu 2011 dove si è fermato al turno di qualificazione senza nessuna misura valida, all'inizio della stagione 2012 è riuscito a lanciare fino alla misura di 65,14 metri.
Il 13 luglio dello stesso anno, solo due settimane prima delle olimpiadi di Londra, è stato trovato positivo ad un test antidoping.
Il giorno 21 luglio le contro-analisi confermano la positività di Fazekas e la conseguente squalifica di otto anni per l'atleta ungherese visto che già si era imbattuto in una precedente squalifica per doping nel 2004.
Nel mese di ottobre, il tribunale sportivo di secondo grado ha ridotto la squalifica da otto a sei anni.

## Palmarès
| Anno | Manifestazione  | Sede        | Evento           | Risultato | Prestazione | Note                                     |
| ---- | --------------- | ----------- | ---------------- | --------- | ----------- | ---------------------------------------- |
| 1994 | Mondiali U20    | Lisbona     | Lancio del disco | 6º        | 53,24 m     |                                          |
| 1997 | Europei U23     | Turku       | Lancio del disco | 6º        | 55,60 m     |                                          |
| 1998 | Europei         | Budapest    | Lnacio del disco | 4º        | 65,13 m     |                                          |
| 1999 | Mondiali        | Siviglia    | Lancio del disco | 11º       | 61,71 m     |                                          |
| 2002 | Europei         | Monaco      | Lancio del disco | Oro       | 68,83 m     |                                          |
| 2003 | Mondiali        | Saint-Denis | Lancio del disco | Argento   | 69,01 m     |                                          |
| 2004 | Giochi olimpici | Atene       | Lancio del disco | dq        | dq          |                                          |
| 2008 | Giochi olimpici | Pechino     | Lancio del disco | 8º        | 63,43 m     |                                          |
| 2010 | Europei         | Barcellona  | Lancio del disco | Bronzo    | 66,43 m     | Miglior prestazione personale stagionale |
| 2011 | Mondiali        | Taegu       | Lancio del disco | nm (q)    | nm (q)      |                                          |

## Riconoscimenti
- Atleta ungherese dell'anno 2002.